# Municipio de Moorefield (Arkansas)
El municipio de Moorefield (en inglés: Moorefield Township) es un municipio ubicado en el condado de Independence en el estado estadounidense de Arkansas. En el año 2010 tenía una población de 2880 habitantes y una densidad poblacional de 51,31 personas por km².

## Geografía
El municipio de Moorefield se encuentra ubicado en las coordenadas 35°46′23″N 91°34′10″O / 35.77306, -91.56944. Según la Oficina del Censo de los Estados Unidos, el municipio tiene una superficie total de 56.13 km², de la cual 55.84 km² corresponden a tierra firme y (0.51%) 0.28 km² es agua.

## Demografía
Según el censo de 2010, había 2880 personas residiendo en el municipio de Moorefield. La densidad de población era de 51,31 hab./km². De los 2880 habitantes, el municipio de Moorefield estaba compuesto por el 93.96% blancos, el 1.25% eran afroamericanos, el 0.14% eran amerindios, el 2.33% eran asiáticos, el 0.1% eran isleños del Pacífico, el 1.46% eran de otras razas y el 0.76% pertenecían a dos o más razas. Del total de la población el 2.67% eran hispanos o latinos de cualquier raza.